# Pierre de Marivaux
Pierre Carlet de Chamblain de Marivaux, född 4 februari 1688 i Paris, död där 12 februari 1763, var en fransk författare. 
Han är en typisk företrädare för rokokodramat med sina spirituella kärlekskomedier. Han var också en föregångare när det gällde den psykologiska och realistiska romanen med sina två ofullbordade romaner La vie de Marianne och Le paysan parvenu. År 1742 blev han ledamot av Franska akademien.

## Verk översatta till svenska
- L'Île des esclaves (1725)
  - Slafwe-ön, lustspel i tre afhandlingar (anonym översättning, 1749) Länk till fulltext
  - Slavarnas ö (otryckt översättning av Ingemar och Mikaela Leckius för Dramaten 1986)
- Le jeu de l'amour et du hazard (1730)
  - Kärlekens försyn: komedi i 3 akter (översättning Axel Bosin, Flodin, 1869)
  - Kärlekens och slumpens lek (otryckt översättning av Agne Beijer, 1900-tal)
- La vie de Marianne (roman, 1731-1741)
  - Männen kring Marianne (översättning Albert Wemmerlöv, Ehlin, 1957)
- Le triomphe de l'amour (pjäs, 1732)
  - Kärlekens triumf (otryckt översättning av Sven Åke Heed för Dramaten 2005)
- La Seconde Surprise de l’amour (pjäs, 1727)
  - Den farliga vänskapen (översättning C.G. Bjurström och Maj Ödman. Ingår i antologin Världens bästa dramer i urval, Natur och kultur, 1961)[8]
- La double inconstance (1723)
  - Den dubbla trolösheten: komedi (otryckt översättning av Ingemar och Mikaela Leckius för Dramaten 1969)